# Holice (Dunajská Streda)
Holice es un municipio del distrito de Dunajská Streda en la región de Trnava, Eslovaquia, con una población estimada a final del año 2024 de 2143 habitantes.
Se encuentra ubicado al sur de la región, cerca de los ríos Danubio y Váh, y de la frontera con Hungría y la región de Bratislava.

## Demografía
| Año        | 1994 | 2004    | 2014    | 2024     |
| ---------- | ---- | ------- | ------- | -------- |
| Población  | 1813 | 1825    | 1945    | 2143     |
| Diferencia |      | +0,66 % | +6,57 % | +10,17 % |

| Año        | 2023 | 2024    |
| ---------- | ---- | ------- |
| Población  | 2155 | 2143    |
| Diferencia |      | −0,55 % |